# Trang viên ở Święcko

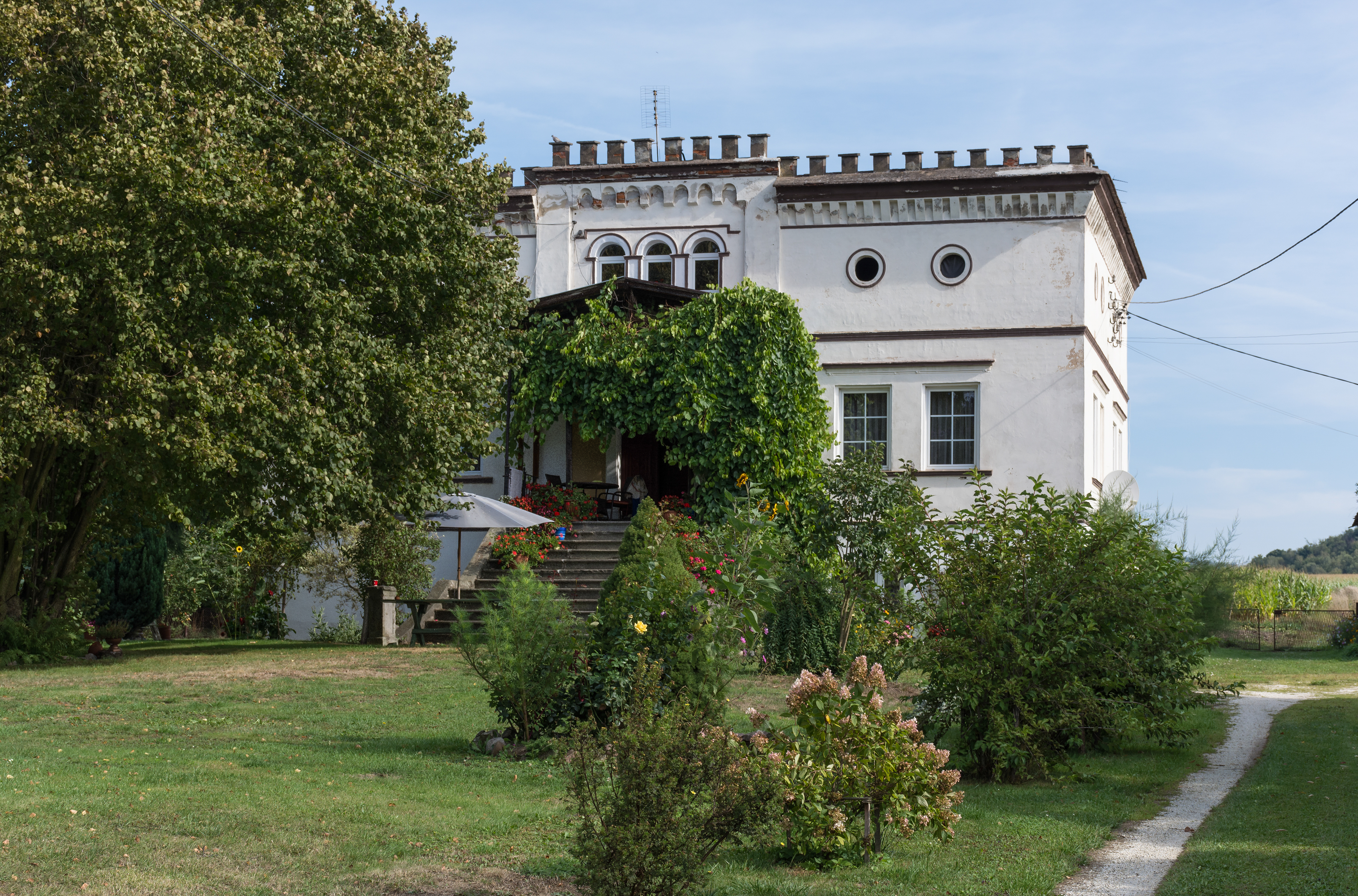
Trang viên ở Święcko (2015)

Trang viên ở Święcko (tiếng Ba Lan: Dwór w Święcku) là một trang viên được xây dựng vào cuối thế kỷ 19. Trang viên tọa lạc tại khu vực phía Tây ngôi làng Święcko, thuộc thị trấn Kłodzko, tỉnh Dolnośląskie, Ba Lan.

## Sơ lược về lịch sử hình thành
Công trình kiến trúc này được xây dựng vào cuối thế kỷ 19. Hiện nay, dinh thự thuộc sở hữu tư nhân và được người chủ giữ gìn rất cẩn thận. Trang viên vẫn được sử dụng như một nơi để ở. Trong vùng lân cận của trang viên có nhiều trang trại được xây dựng từ thế kỷ 18 và 19.

## Kiến trúc
Đây là một dinh thự một tầng với diện tích khá khiêm tốn. Tòa nhà được xây dựng trên một mặt phẳng hình chữ nhật và có mái bằng. Dinh thự này được trát vữa và có một tầng lửng vẫn còn sử dụng được. Mặt tiền của dinh thự có năm cột trụ, với lối vào chính giữa hướng thẳng đến cầu thang.
Cơ sở vật chất trong trang viên này vẫn giữ được các chi tiết trang trí vốn có, gồm: cầu thang đơn giản liên kết giữa các tầng, bệ cửa sổ, khung cửa sổ với hình vòm cung và các bức tường xung quanh mái nhà hình răng cưa.